# Baby Snakes (Film)
Baby Snakes ist ein Konzert-Film mit Material von Frank Zappas Halloween-Konzert im New York Citys Palladium Theater, Backstage-Albereien der Crew und Stop-Motion-Knetanimationen von Bruce Bickford aus dem Jahr 1977.

## Inhalt
Baby Snakes zeigt Live-Aufnahmen des Halloween Konzerts von 1977, zum Teil improvisatorisch umarrangiert, sowie Proben zu anstehenden Konzerten, durchsetzt mit Backstage-Szenen von Gadgets und Musikern und für diesen Film erstellten Animationsszenen. Zwischen den Titeln philosophiert Zappa über Liedtexte oder bezieht das Publikum in die avantgardistische Performance mit ein.
Zappa selbst über den Film: „Without deviation, progress is not possible. Normal People should see Baby Snakes so they can find out what they’ve been missing.“

## Vermarktung
Ursprünglich gab es Probleme, einen Vertrieb für den Film zu finden. Frank Zappa versuchte erfolglos United Artists, die auch seinen Film 200 Motels veröffentlicht hatte, dafür zu interessieren, Andere Studios folgten dem Beispiel von UA. Sie befürchteten, dass Zappas filmischer Stil in den späten 70er Jahren an Reiz verloren hatte. Europäische Vertriebe überredeten Zappa, den Film auf 90 Minuten zu kürzen. Dennoch konnte kein Verleih gefunden werden. Selbst nachdem die Sequenzen von Bruce Bickford einen Preis bei einem französischen Animationsfilmfestival gewonnen hatte, änderte sich die Lage nicht.
Schließlich vertrieb Zappa den Film über seine Produktionsfirma, Intercontinental Absurdities. Der Film lief 24 Stunden im Victoria Theater in New York City.
In seiner Originalversion wurde der Film auf VHS über Versandhandel bis Mitte der 90er Jahre direkt vertrieben. Die 90-minütige Version wurde ebenfalls, allerdings nur kurz, vertrieben. Nachdem die VHS-Versionen ausverkauft waren, wurde 2003 bei Eagle Vision United States der Film auf DVD herausgegeben.
Der Soundtrack zum Film erschien 1983 unter dem Titel Baby Snakes.

## DVD-Tracks
| DVD Baby Snakes, Eagle Version 2003 | |
| 1. Baby Snakes 2. Curse Of The Knick-Knack People 3. The Poodle Lecture 4. City Of Tiny Lites 5. Flakes 6. Pound (For A Brown) – solos 7. I Have Been In You 8. Managua/Police Car/Drum Solo 9. Disco Boy 10. X-Scape 11. King Kong 12. Roy’s Halloween Gas Mask 13. Bobby Brown Goes Down | 1. I’m So Cute 2. Titties & Beer 3. Audience Participation 4. Black Page #2 5. Jones Crusher 6. Broken Hearts Are For Assholes 7. Punky’s Whips 8. Dinah-Moe Humm 9. Camarillo Brillo 10. Muffin Man 11. San Ber’dino 12. Black Napkins |

## Rezeption
Während Frank Zappa seinen Film in gewohnter Weise verortet, scheiden sich die Geister in der Kritik, je nach Zugehörigkeit zum „zappaphilen“ oder „zappaphoben“ Lager.

‘Baby Snakes’ is a movie about people who do stuff that is NOT NORMAL.’

„‘Baby Snakes’ ist ein Film über Leute, die Zeug machen, das NICHT NORMAL ist.“

„‘Baby Snakes’ illustriert nämlich auf überzeugende Weise die Gebote von Zappas ‚Conceptual Continuity‘, als da wären ‚social commentary, audience participation, eclectic orchestration and spontaneous theatrics‘. Die gesellschaftskritischen Kommentare treffen in diesem Fall Zappas Label Warner Music auf eine sehr unfreundliche Weise. Daran nimmt die ‘audience’ teil, indem sie ‚fuck warner‘-Schilder hochhält, auch darf das Publikum mitsingen, mittanzen und, wenn es weiblich ist, Zappa küssen.“

„‘Baby Snakes’ ist ein mißgestalteter, unentschuldbar langer Konzertfilm von, über und mit Frank Zappa, dessen spezielle Mischung aus Avantgarde-Anmaßung und angeberischer Schadenfreude nicht viel dazu beiträgt, dass die Zeit vergeht.“